# Radobilja
Radobilja je starohrvatska župa (knežija) u Dalmaciji. Nalazi se istočno od Poljica, jugoistočno od Sinjske krajine, a zapadno od Imotske krajine.

## Povijest
Spominje se u ispravama kao Comitatus Radobiglie, kao parokija splitske biskupije.
Prilikom osnivanja ove župe, kralj Ljudevit I. je selo Podgrađe 1358. izuzeo iz sastava Poljičke župe i skupa s dijelovima Cetinske i Imotske župe stvorio novu župu Radobilju. Zbog ratnih zasluga dao ju je na upravu braći Nenadićima. Povelja opisuje granice župe.
U jednoj ispravi od 6. lipnja 1376., u parnici cetinskog kneza Ivana Nelipića s knezovima Vukcem i Ostojom Nenadićem, spominje se Podgrađe zbog nekog posjeda u župi Radobilji.
Pred turska osvajanja, pripadala je staroj hrvatskoj kraljevini Bosni.
Ova knežija je onda obuhvaćala ova sela: Kreševo, Katune, Kostanje, Podgrađe, Blato na Cetini, Nova Sela, Opanke, Žeževicu, Kučiće, Slime, Svinišće, Cistu, Medov Dolac, zapadni dio Grabovca, Velebrdo, Bast, Bašku Vodu i Brela.
Bila je pod vlašću knezova iz plemenitaške kuće Nenadića, pod čiju je vlast došlo Bobovačkom poveljom od 3. travnja 1382., ispravom kojom ju je kralj Tvrtko Kotromanić dodijelio Vukcu Nenadiću. 
Ovaj je dokument vjerojatno prepričana povelja kralja Ljudevita I. iz 1358. koju je poslije Zadarskog mira izdao braći Vukcu i Ostoji Nenadiću, formirajući župu Radobilju.
Bosanski kralj Tvrtko I. za kralja se je okrunio 23. veljače 1377. i pod njegovu Humsku zemlju spadala je vjerojatno i Radobilja. Kralj Ljudevit I. umro je 11. rujna 1382. godine.
Poslije Nenadića, za upravitelje je imala kapetana Jurja Vučića, Pavla Spevančića te potom Stjepana Hercega.
Kad se utvrđivala vlast bosanskih vladara od Tvrtka I. ( 1353-1391 ) i njegovih nasljednika, Radobilja postaje posjedom bosansko-humske vlastele Radivojevića sudeći po povelji upitne autentičnosti.
1394. je godine Žigmund po ugovoru dobio od Stjepana Dabiše zemlje Hrvatske i Dalmacije. Žigmund je zauzeće povjerio Nikoli I. Gorjanskom. Ali, svoje pristaše diljem tih zemalja imali su i Stjepan Dabiša i Ladislav Napuljski. Sve je to prouzrokovalo nered.
29. listopada 1400. je zabilježeno da su Radobiljani zajedno s Poljičanima i Klišanima sudjelovali u pohodu Splićana na Trogir, a sve kao dio razmirica između pristaša Žigmunda, Ladislava Napuljskog i Stjepana Dabiše.
Bosanski je kralj Ostoja 1408. godine braći Radivojevićima i njihovim sinovima darovao Omiš s primorjem, gabelu (carinu) ispod Viseća, Zadvarje, Radobilju te vlast nad svim Vlasima između Neretve i Cetine, čime se očito razlikovalo staro hrvatsko stanovništvo od novoga, stočarskoga.
Do smrti velikog vojvode Hrvoja 1416. Radobilja je pripadala bosanskom kraljestvu. Nakon toga gospodarem je njegov šurjak Ivan Nelipić. Po njegovoj smrti 1434. "comitat" mu preuzima zet Hanž Frankopan, knez krčki,modruški, cetinski i kliški i ban Dalmacije i Hrvatske. Kad je Hanž umro 1436. supruga mu Katica je očevu baštinu morala predati Talovcima i ovi krajevo dolaze pod vlast slavonskog bana Matka Talovca, a brat mu Petar Talovac kao ban Dalmacije i Hrvatske preuzeo cetinsko kneštvo.
1439. godine umro je kralj Albert pa herceg Stjepan Vukčić Kosača napada posjede Petra Talovca. Do prije ožujka 1440. osvojio je područje od Drijeva - luke na Neretvi do Poljica. U igru uskoro ulaze Mlečani koji su na hercega zaratili i 1444. od njega osvojili Omiš i Poljica, ali Radobilju nisu zauzeli, nego je ostala u sustavu Humske zemlje. 1457. godine ubraja se među posjedima hercega Stjepana Vukčića Kosače. Osmanski osvajači sve su bili bliži i sve su bili izvjesniji njihovi upadi. Koncem jeseni 1465. radobiljska vlastela odlučila je promijeniti gospodara. Nisu bili zadovoljni vladanjem hercega Stjepana te su zatražili zaštitu Mletačke Republike od osmanskih osvajača. Mletačka uprava pokazala se lošom pa je dio vlastele zatražio zaštitu ugarskog kralja Matija.
Nenadići, radobiljski knezovi, vodili su neku parnicu protiv Poljica. Datira iz 1468. godine. Sporili su se zbog sela Seoca, a iz isprave se vidi da je Podgrađe u sastavu Radobilje, a granica Poljica i Radobilje je kod vode Šezdan u Kostanju.
1469. je bila pograničnom hrvatskom županijom prema staroj hrvatskoj kraljevini Bosni. Kraljevina se je Hrvatska u ono doba dijelila na gornju i doljnju (Croatiam inferiorem sue maiestatis, et Croatiam superiorem serenissimi imoeratoris). Gornja Hrvatska zapremala je župe i oblasti od: 
Radobilja na Cetini do Otočca i Vrhovina pod Gvozdom;  a doljnja Hrvatska dopirala je od: 
Brinja, Modruša i Drežnika do Kupe i Une, dok je Kraljevina Slavonija, dijelom hrvatske krune, ostala ograničena na zemlju između Drave i Save i dotično Kupe.
Pod osmansku vlast pala je od 1473. do 1475. godine. Još 1473. držao ju je Žarko Vlatković, a već 1475. – 1477. bilježi se kao džemat. Poljica su još neko vrijeme bila slobodna pa je prekocetinski dio Radobilje, Podgrađe, pridružen Poljicima i tako je bilo do 1513. kad su Turci osvojili Poljica, a Radobilja je postala nahija u čijem je sastavu i selo Podgrađe. Nahija Radobilja pripadala je imotskom kadiluku. Neko je vrijeme bila u skradinskom kadiluku. Defter iz 1547. sadrži podatak da je Radobilja u sastavu Hercegovačkog sandžaka i da nahija Radobilja ima sela: Blato, Perković; Mahoje, Žeževica i Oštir Rog (Ostrog), Slime, Ostatnica (Ostojnica) i Podgrađe. Defter 1552. sadrži da su ova sela u nahiji Radobilji: Blato, Perković, Mahoje odnose se na Kreševo i Katune, a naziv Ostatnica na neki predjel pokraj Slimena i Podgrađa.
Za doba turske vlasti, mijenjalo joj se je mjesto u upravnoj organizaciji, odnosno, bila je dijelom raznih sandžaka.
26. lipnja 1570. Poljičani koji su zbog sudjelovanja na mletačkoj strani u mletačko-turskom ratu (ciparski rat) morali prebjeći pred turskom osvetom na mletački teritorij, pod vodstvom Janka Marijanovića s nekim senjskim uskocima krenuli su osvojiti tvrđavu Zadvarje, odakle su Turci čarkarili po okolici. Cilj nije bio zauzeti jaku tvrđavu, nego Turke izmamiti na otvoreno polje te ih ondje uništiti, što im je na kraju i uspjelo.
Nakon poraza turske flote u bitci kod Lepanta dne 17. listo- 
pada 1571., odmetnula od njih Krajina (t.j. Radobilja) i 4. studenoga stupila pod mletačko okrilje. Janko Marijanović je pokušao osloboditi Klis, ali nije uspjelo. U isto vrijeme biskup Nikola Ugrinović, Poljičanin iz sela Dubrave, zašao je u obližnju Radobilju, pobunio ju i priveo ju je 5. rujna pod okrilje mletačko, u nadi da će se tako već jednom i Poljica osloboditi turskog jarma. Nije uspio, jer su Mlečani bili prisiljeni sklopiti dne 7. ožujka 1573. s Turcima mir, u kojem im otpustiše Cipar, a u Dalmacilji se imalo uspo staviti granice kako su bile prije rata, pa tako Poljica ostaše i nadalje pod Turčinom.
Kroz povijest Radobiljani su iseljavali, među ostalim kao i Poljičani u Split, demografski obnavljajući taj grad i pojačavajući mu hrvatski karakter. Rane doseobe u Split zabilježene su na predjelu Toča, između Lučca i Bačvica.
Od osmanske je vlasti oslobođena (Sinjski rat). Nakon što su Turci bili napali Sinj, trogirska Kaštela i Klis, 14. su lipnja 1685. pošli na Radobilju radi zauzimanja Dvara (Zadvarja) te kula Poletnice, Avale i starih Dvara. Kršćanske su snage odolile napadima, a potom napale utaborene osmanske snage u utvrdama, razbile ih i natjerale ih u bijeg.
Nakon oslobođenja od Turaka, župu je obišao nadbiskup Stjepan Cupilli 1711., opisavši granice ove župe, navevši kao sjevernu među Čerinpolje i Lovacbunar, brdo Pečun, onda kao istočnu među Tijaricu i Veliki Svib.
Kao pripadajuća sela ovoj župi navedena su: Katuni, Kreševo, Blato, Žeževica, Grabovac, Cista (i Cista Velika i Cista Provo) i Nova Sela. Kasnije biskupske posjete su potvrdile i crkveno-upravnu povezanost Sviba s Radobiljom te Dobranja.
U to vrijeme je narastao utjecaj plemenitaške kuće Deškovića iz Omiša.
Crkveno je Radobilja pripadala istom dekanatu kao i Poljica. U tim su krajevima snažno djelovali svećenici glagoljaši. 
U prvoj polovici 17. st. je u Cisti došlo do prvog stupnja odvajanja od Radobilje. Iako je još bila dijelom te velike župe, u Cisti je već bio kapelan koji je u njoj boravio i službovao, neovisno o Radobilji.
Vizitacija iz 1718. nadbiskupa Stjepana Cupillija navodi ova sela kao dijelom ove župe: Katune, Kreševo, Blato, Žeževicu, Grabovac, Cistu i Nova Sela. 
1754. se izričito u crkvenim papirima biskupa Pacifika Bizze naglašava da su Kreševo i Katuni glavna sela u župi Radobilji, a da su u župi još Blato, Nova Sela, Cistu, Dobranje i Svib.
1825. se Cista dodatno odvaja, iako je i dalje pod Radobiljom - mjesto vodi svoje odvojene matice.
1845. se Cista odvaja od Radobilje (matice je imala Cista odvojeno već od 1825.).
1849. preorganizacijom župa u splitsko-makarskoj nadbiskupiji (Organski dekret), Dobranje se odvaja od Radobilje i poveziva s Aržanom.
Sve do 1868., u ovoj župi su se crkvene knjige pisale arvaticom, hrvatskom ćirilicom.
Pred prvi svjetski rat, na prostoru današnje Radobilje formiralo se općinu Krajina, koja je obuhvaćala sela Katune, Blato na Cetini, Šestanovac, Kreševo, Nova Sela, Opanke, Slime, Žeževicu Donju (t.j. Zadvarje) i Žeževicu Gornju. 
U drugome svjetskom ratu je nakon partizanskog zauzimanja Zadvarja i okolice od lokalaca 24. kolovoza 1943. stvorena Krajiška partizanska četa koja je djelovala do rasformiranja 13. listopada 1943. godine.:196. - 197.
Danas župu Radobilju čini samo župa Katuni-Kreševo.
Radobilji nije granica rijeka Cetina. Otkako je 1357. ili malo kasnije iz sastava župe Poljica izuzeto selo Podgrađe i pripojeno tada zasnovanoj župi Radobilja, dio je tog predjela ostao u Katunima i Kreševu. Radobilja se prostire i preko Cetine, odnosno sela Kreševo i Katuni. Dobar dio terena s desne t.j. južne strane Cetine pripada Kreševu. Ondje se i danas nalaze ruševine Kovačevića kuća. Dalje prema istoku je katunski teren. Međa od zida koja dijeli Radobilju od Poljica vidljiva je i danas. Zid je u dobrom stanju. Smješten je 50 metara sjeverno od autoceste kralja Tomislava.

## Kultura
- KUD Radobilja i udruga gangaša Radobilja[12]

- Udruga stražara Gospodinova groba

## Poginuli hrvatski branitelji iz ove župe
Popis prema:
- Robert Lesandrić (29. lipnja 1969. – 2. ožujka 1993.)[14]
- Tonči Marušić (1960. – 1993.)
- Ivan Družić (1956. – 1995.)
- Mijo Balić (1953. – 1991.)
- Božo Merčep (1952. – 1991.)
- Ante Merčep (1969. – 1995.)
- Ivan Rubić (1949. – 1995.)
- Marko Ribičić (1951. – 1991.)
- Ivan Nejašmić (1944. – 1991.)